# Campeonato Europeo de Voleibol Femenino Sub-18 de 2015
El Campeonato Europeo de Voleibol Femenino Sub-18 de 2015 fue la XI edición del torneo de selecciones femeninas de voleibol categoría sub-18 pertenecientes a la Confederación Europea de Voleibol (CEV), se llevó a cabo del 28 de marzo al 5 de abril de 2015 en las ciudades de Samokov y Plovdiv de Bulgaria. El certamen fue a su vez el clasificatorio para el Campeonato Mundial de Voleibol Femenino Sub-18 de 2015 ya que otorgó 6 cupos a los equipos que se ubicaron entre los 6 primeros lugares al finalizar el torneo.

## Clasificación
El proceso de clasificación para este torneo se realizó del 8 al 11 de enero de 2015, en el participaron 31 selecciones que se dividieron en 8 grupos, 7 de ellos con 4 equipos y uno solo de 3 equipos. Cada grupo se jugó en uno de los países que integraban el mismo y obtuvieron la clasificación los primeros lugares así como los tres mejores segundos los cuales sumados al anfitrión Bulgaria completaron los 12 clasificados.

## Equipos participantes
| - Alemania - Bélgica - Bulgaria (local) - Eslovenia - Grecia - Italia | - Países Bajos - Polonia - República Checa - Rusia - Serbia - Turquía |

### Sorteo
El sorteo de los grupos se realizó el 20 de enero de 2015 a las 14:00, hora local, (CET) en Sofía, Bulgaria, bajo la supervisión del vicepresidente de la CEV Renato Arena. Los grupos quedaron conformados de la siguiente manera:
| Grupo I                                       | Grupo II                                                      |
| --------------------------------------------- | ------------------------------------------------------------- |
| Serbia Rusia Alemania Italia Eslovenia Grecia | Bulgaria Bélgica Turquía Países Bajos Polonia República Checa |

## Formato de competición
La Ronda final del Campeonato Europeo de Voleibol Femenino Sub-18 de 2015 consta tres instancias fases: Fase preliminar de grupos, partidos semifinales y los partidos de clasificación y final.
En la fase preliminar las 12 selecciones son divididas en dos grupos (I Y II) de 6 equipos cada uno, en cada grupo se juega con un sistema de todos contra todos y los equipos son clasificados de acuerdo a los siguientes criterios:
- Partidos ganados.
- Puntos obtenidos, los cuales son otorgados de la siguiente manera:
  - Partido con resultado final 3-0 o 3-1: 3 puntos al ganador y 0 puntos al perdedor.
  - Partido con resultado final 3-2: 2 puntos al ganador y 1 punto al perdedor.
- Proporción entre los sets ganados y los sets perdidos (Sets ratio).
- Proporción entre los puntos ganados y los puntos perdidos (Puntos ratio).
- Resultado del partido entre los equipos en cuestión

Los equipos que terminen ubicados en el 6.° y 5.° lugar de cada grupo son eliminados, mientras que los ubicados entre los 4 primeros clasifican para jugar los partidos semifinales.
Los partidos semifinales se juegan de acuerdo a las siguientes emparejamientos
- 3.° grupo I - 4.° grupo II (Partido 31)
- 4.° grupo I - 3.° grupo II (Partido 32)
- 1.° grupo I - 2.° grupo II (Partido 33)
- 1.° grupo II - 2.° grupo I (Partido 34)

Los ganadores de los partidos 31 y 32 juegan por el 5.° y 6.° lugar, mientras que los perdedores definen al 7.° y 8.° lugar. Los perdedores del partido 33 y 34 juegan por el tercer y cuarto lugar y la final la definen los ganadores de esos partidos.

## Resultados
- Las horas indicadas corresponden al huso horario local de Bulgaria (Hora de verano de Europa oriental – EEST): UTC+3, con excepción del día 28 de marzo que es el último día que mantiene la Hora de Europa Oriental estándar (UTC+2) antes de ingresar al Horario de verano europeo.

### Fase preliminar
– Clasificado para las semifinales de la Fase final y al Campeonato Mundial de Voleibol Femenino Sub-18 de 2015.
     – Clasificado para la ronda de clasificación del 5.° al 8.° puesto. 

#### Grupo I
- Sede: Arena Samokov, Samokov.

|     |           |     | Partidos | Partidos | Partidos | Sets | Sets | Sets  | Puntos | Puntos | Puntos |
| Pos | Equipo    | Pts | PJ       | PG       | PP       | SG   | SP   | Ratio | PG     | PP     | Ratio  |
| --- | --------- | --- | -------- | -------- | -------- | ---- | ---- | ----- | ------ | ------ | ------ |
| 1   | Serbia    | 15  | 5        | 5        | 0        | 15   | 2    | 7.500 | 426    | 346    | 1.231  |
| 2   | Rusia     | 11  | 5        | 4        | 1        | 13   | 5    | 2.600 | 418    | 373    | 1.121  |
| 3   | Italia    | 10  | 5        | 3        | 2        | 11   | 6    | 1.833 | 377    | 332    | 1.135  |
| 4   | Alemania  | 6   | 5        | 2        | 3        | 6    | 10   | 0.600 | 346    | 363    | 0.953  |
| 5   | Grecia    | 3   | 5        | 1        | 4        | 4    | 12   | 0.333 | 335    | 375    | 0.893  |
| 6   | Eslovenia | 0   | 5        | 0        | 5        | 1    | 15   | 0.067 | 285    | 398    | 0.716  |

| Fecha       | Hora  | Partido   | Partido   | Partido   | Sets  | Sets  | Sets  | Sets  | Sets  | Puntuación total | Reporte |
| Fecha       | Hora  |           | Resultado |           | 1     | 2     | 3     | 4     | 5     | Puntuación total | Reporte |
| ----------- | ----- | --------- | --------- | --------- | ----- | ----- | ----- | ----- | ----- | ---------------- | ------- |
| 28 de marzo | 15:30 | Italia    | 3 – 0     | Eslovenia | 25-18 | 25-12 | 25-13 | -     | -     | 75 – 43          | Reporte |
| 28 de marzo | 18:00 | Rusia     | 3 – 0     | Alemania  | 28-26 | 25-23 | 25-19 | -     | -     | 78 – 68          | Reporte |
| 28 de marzo | 20:30 | Serbia    | 3 – 0     | Grecia    | 25-21 | 29-27 | 25-19 | -     | -     | 79 – 67          | Reporte |
| 29 de marzo | 15:30 | Alemania  | 3 – 0     | Eslovenia | 25-17 | 25-18 | 25-21 | -     | -     | 75 – 56          | Reporte |
| 29 de marzo | 18:00 | Rusia     | 1 – 3     | Serbia    | 22-25 | 18-25 | 26-24 | 21-25 | -     | 87 – 99          | Reporte |
| 29 de marzo | 20:30 | Grecia    | 0 – 3     | Italia    | 16-25 | 22-25 | 19-25 | -     | -     | 57 – 75          | Reporte |
| 30 de marzo | 15:30 | Serbia    | 3 – 0     | Alemania  | 25-18 | 25-19 | 25-23 | -     | -     | 75 – 60          | Reporte |
| 30 de marzo | 18:00 | Italia    | 2 – 3     | Rusia     | 25-17 | 21-25 | 25-21 | 20-25 | 10-15 | 101 – 103        | Reporte |
| 30 de marzo | 20:30 | Eslovenia | 0 – 3     | Grecia    | 16-25 | 18-25 | 23-25 | -     | -     | 57 – 75          | Reporte |
| 1 de abril  | 15:30 | Serbia    | 3 – 0     | Italia    | 25-18 | 25-17 | 25-16 | -     | -     | 75 – 51          | Reporte |
| 1 de abril  | 18:00 | Rusia     | 3 – 0     | Eslovenia | 25-14 | 25-16 | 25-18 | -     | -     | 75 – 48          | Reporte |
| 1 de abril  | 20:30 | Alemania  | 3 – 1     | Grecia    | 14-25 | 25-19 | 25-23 | 25-12 | -     | 89 – 79          | Reporte |
| 2 de abril  | 15:30 | Eslovenia | 1 – 3     | Serbia    | 25-23 | 18-25 | 18-25 | 20-25 | -     | 81 – 98          | Reporte |
| 2 de abril  | 18:00 | Italia    | 3 – 0     | Alemania  | 25-21 | 25-18 | 25-15 | -     | -     | 75 – 54          | Reporte |
| 2 de abril  | 20:30 | Grecia    | 0 – 3     | Rusia     | 19-25 | 22-25 | 16-25 | -     | -     | 57 – 75          | Reporte |

#### Grupo II
- Sede: University Sport Hall Plovdiv, Plovdiv.

|     |                 |     | Partidos | Partidos | Partidos | Sets | Sets | Sets  | Puntos | Puntos | Puntos |
| Pos | Equipo          | Pts | PJ       | PG       | PP       | SG   | SP   | Ratio | PG     | PP     | Ratio  |
| --- | --------------- | --- | -------- | -------- | -------- | ---- | ---- | ----- | ------ | ------ | ------ |
| 1   | Turquía         | 14  | 5        | 5        | 0        | 15   | 4    | 3.750 | 451    | 386    | 1.168  |
| 2   | Bélgica         | 11  | 5        | 4        | 1        | 13   | 7    | 1.857 | 462    | 395    | 1.170  |
| 3   | Polonia         | 10  | 5        | 3        | 2        | 12   | 8    | 1.500 | 456    | 438    | 1.041  |
| 4   | República Checa | 6   | 5        | 2        | 3        | 9    | 11   | 0.818 | 412    | 403    | 1.022  |
| 5   | Países Bajos    | 3   | 5        | 1        | 4        | 6    | 14   | 0.429 | 402    | 458    | 0.877  |
| 6   | Bulgaria        | 1   | 5        | 0        | 5        | 4    | 15   | 0.267 | 363    | 466    | 0.779  |

| Fecha       | Hora  | Partido         | Partido   | Partido         | Sets  | Sets  | Sets  | Sets  | Sets  | Puntuación total | Reporte |
| Fecha       | Hora  |                 | Resultado |                 | 1     | 2     | 3     | 4     | 5     | Puntuación total | Reporte |
| ----------- | ----- | --------------- | --------- | --------------- | ----- | ----- | ----- | ----- | ----- | ---------------- | ------- |
| 28 de marzo | 15:00 | Polonia         | 2 – 3     | Turquía         | 22-25 | 25-23 | 17-25 | 25-17 | 10-15 | 99 – 105         | Reporte |
| 28 de marzo | 17:30 | Bulgaria        | 0 – 3     | República Checa | 12-25 | 12-25 | 21-25 | -     | -     | 45 – 75          | Reporte |
| 28 de marzo | 20:00 | Países Bajos    | 0 – 3     | Bélgica         | 22-25 | 12-25 | 23-25 | -     | -     | 57 – 75          | Reporte |
| 29 de marzo | 15:00 | República Checa | 1 – 3     | Turquía         | 25-16 | 15-25 | 22-25 | 15-25 | -     | 77 – 91          | Reporte |
| 29 de marzo | 17:30 | Bulgaria        | 2 – 3     | Países Bajos    | 23-25 | 25-21 | 27-25 | 18-25 | 12-15 | 105 – 111        | Reporte |
| 29 de marzo | 20:00 | Bélgica         | 3 – 1     | Polonia         | 22-25 | 25-18 | 25-16 | 25-22 | -     | 97 – 81          | Reporte |
| 30 de marzo | 15:00 | Países Bajos    | 2 – 3     | República Checa | 12-25 | 25-20 | 25-15 | 12-25 | 11-25 | 85 – 100         | Reporte |
| 30 de marzo | 17:30 | Polonia         | 3 – 1     | Bulgaria        | 27-25 | 27-25 | 23-25 | 25-16 | -     | 102 – 91         | Reporte |
| 30 de marzo | 20:00 | Turquía         | 3 – 1     | Bélgica         | 25-21 | 21-25 | 25-18 | 25-21 | -     | 96 – 85          | Reporte |
| 1 de abril  | 15:00 | Países Bajos    | 1 – 3     | Polonia         | 24-26 | 25-23 | 17-25 | 19-25 | -     | 85 – 99          | Reporte |
| 1 de abril  | 17:30 | Bulgaria        | 0 – 3     | Turquía         | 14-25 | 19-25 | 28-30 | -     | -     | 61 – 80          | Reporte |
| 1 de abril  | 20:00 | República Checa | 2 – 3     | Bélgica         | 25-19 | 25-23 | 23-25 | 19-25 | 8-15  | 100 – 107        | Reporte |
| 2 de abril  | 15:00 | Turquía         | 3 – 0     | Países Bajos    | 29-27 | 25-18 | 25-19 | -     | -     | 79 – 64          | Reporte |
| 2 de abril  | 17:30 | Polonia         | 3 – 0     | República Checa | 25-23 | 25-22 | 25-15 | -     | -     | 75 – 60          | Reporte |
| 2 de abril  | 20:00 | Bélgica         | 3 – 1     | Bulgaria        | 25-17 | 25-12 | 23-25 | 25-7  | -     | 98 – 61          | Reporte |

### Fase final

#### Clasificación 5.°al 8.° puesto
Los equipos que se ubiquen en el quinto y sexto lugar obtienen la clasificación al Campeonato Mundial de Voleibol Femenino Sub-18 de 2015.
|  | Semifinales 5.° al 8.° puesto | Semifinales 5.° al 8.° puesto |   |                 | Final 5.° y 6.° puesto | Final 5.° y 6.° puesto |  |
|  |                               |                               |   |                 |                        |                        |  |
|  |                               |                               |   |                 |                        |                        |  |
|  | Italia                        | 3                             |   |                 |                        |                        |  |
|  | República Checa               | 1                             |   |                 |                        |                        |  |
|  |                               |                               |   |                 |                        |                        |  |
|  |                               |                               |   |                 |                        |                        |  |
|  |                               |                               |   |                 | Italia                 | 3                      |  |
|  |                               | Alemania                      | 1 |                 |                        |                        |  |
|  |                               |                               |   |                 |                        |                        |  |
|  |                               |                               |   |                 |                        |                        |  |
|  |                               |                               |   |                 | Final 7.° y 8.° puesto |                        |  |
|  |                               |                               |   |                 |                        |                        |  |
|  | Alemania                      | 3                             |   | República Checa | 3                      |                        |  |
|  | Polonia                       | 0                             |   |                 | Polonia                | 0                      |  |

##### Semifinales 5.° al 8.° puesto
| Fecha      | Hora  | Partido  | Partido   | Partido         | Sets  | Sets  | Sets  | Sets  | Sets | Puntuación total | Reporte |
| Fecha      | Hora  |          | Resultado |                 | 1     | 2     | 3     | 4     | 5    | Puntuación total | Reporte |
| ---------- | ----- | -------- | --------- | --------------- | ----- | ----- | ----- | ----- | ---- | ---------------- | ------- |
| 4 de abril | 12:30 | Italia   | 3 – 1     | República Checa | 20-25 | 25-23 | 25-16 | 25-18 | -    | 95 – 82          | Reporte |
| 4 de abril | 15:00 | Alemania | 3 – 0     | Polonia         | 25-17 | 25-12 | 25-15 | -     | -    | 75 – 44          | Reporte |

##### Partido por el 7.° y 8.° puesto
| Fecha      | Hora  | Partido         | Partido   | Partido | Sets  | Sets  | Sets  | Sets | Sets | Puntuación total | Reporte |
| Fecha      | Hora  |                 | Resultado |         | 1     | 2     | 3     | 4    | 5    | Puntuación total | Reporte |
| ---------- | ----- | --------------- | --------- | ------- | ----- | ----- | ----- | ---- | ---- | ---------------- | ------- |
| 5 de abril | 11:00 | República Checa | 3 – 0     | Polonia | 25-18 | 25-17 | 25-22 | -    | -    | 75 – 57          | Reporte |

##### Partido por el 5.° y 6.° puesto
| Fecha      | Hora  | Partido | Partido   | Partido  | Sets  | Sets  | Sets  | Sets  | Sets | Puntuación total | Reporte |
| Fecha      | Hora  |         | Resultado |          | 1     | 2     | 3     | 4     | 5    | Puntuación total | Reporte |
| ---------- | ----- | ------- | --------- | -------- | ----- | ----- | ----- | ----- | ---- | ---------------- | ------- |
| 5 de abril | 13:30 | Italia  | 3 – 1     | Alemania | 25-12 | 21-25 | 25-21 | 25-14 | -    | 96 – 72          | Reporte |

#### Clasificación 1.° al 4.° puesto
|  | Semifinales | Semifinales |   |         | Final        | Final |  |
|  |             |             |   |         |              |       |  |
|  |             |             |   |         |              |       |  |
|  | Serbia      | 3           |   |         |              |       |  |
|  | Bélgica     | 1           |   |         |              |       |  |
|  |             |             |   |         |              |       |  |
|  |             |             |   |         |              |       |  |
|  |             |             |   |         | Serbia       | 2     |  |
|  |             | Rusia       | 3 |         |              |       |  |
|  |             |             |   |         |              |       |  |
|  |             |             |   |         |              |       |  |
|  |             |             |   |         | Tercer lugar |       |  |
|  |             |             |   |         |              |       |  |
|  | Turquía     | 1           |   | Bélgica | 3            |       |  |
|  | Rusia       | 3           |   |         | Turquía      | 0     |  |

##### Semifinales
| Fecha      | Hora  | Partido | Partido   | Partido | Sets  | Sets  | Sets  | Sets  | Sets | Puntuación total | Reporte |
| Fecha      | Hora  |         | Resultado |         | 1     | 2     | 3     | 4     | 5    | Puntuación total | Reporte |
| ---------- | ----- | ------- | --------- | ------- | ----- | ----- | ----- | ----- | ---- | ---------------- | ------- |
| 4 de abril | 17:30 | Serbia  | 3 – 1     | Bélgica | 25-22 | 17-25 | 25-17 | 25-22 | -    | 92 – 85          | Reporte |
| 4 de abril | 20:00 | Turquía | 1 – 3     | Rusia   | 23-25 | 24-26 | 25-16 | 24-26 | -    | 96 – 93          | Reporte |

##### Partido por el3.erpuesto
| Fecha      | Hora  | Partido | Partido   | Partido | Sets  | Sets  | Sets  | Sets | Sets | Puntuación total | Reporte |
| Fecha      | Hora  |         | Resultado |         | 1     | 2     | 3     | 4    | 5    | Puntuación total | Reporte |
| ---------- | ----- | ------- | --------- | ------- | ----- | ----- | ----- | ---- | ---- | ---------------- | ------- |
| 5 de abril | 16:00 | Bélgica | 3 – 0     | Turquía | 25-16 | 25-16 | 25-23 | -    | -    | 75 – 55          | Reporte |

##### Final
| Fecha      | Hora  | Partido | Partido   | Partido | Sets  | Sets  | Sets  | Sets  | Sets | Puntuación total | Reporte |
| Fecha      | Hora  |         | Resultado |         | 1     | 2     | 3     | 4     | 5    | Puntuación total | Reporte |
| ---------- | ----- | ------- | --------- | ------- | ----- | ----- | ----- | ----- | ---- | ---------------- | ------- |
| 5 de abril | 19:00 | Serbia  | 2 – 3     | Rusia   | 25-16 | 21-25 | 22-25 | 25-23 | 7-15 | 100 – 104        | Reporte |

## Clasificación final
| Pos | Equipo          |
| --- | --------------- |
| 1   | Rusia           |
| 2   | Serbia          |
| 3   | Bélgica         |
| 4   | Turquía         |
| 5   | Italia          |
| 6   | Alemania        |
| 7   | República Checa |
| 8   | Polonia         |
| 9   | Países Bajos    |
| 10  | Grecia          |
| 11  | Bulgaria        |
| 12  | Eslovenia       |